# يفغيني إيفانينكو
يفغيني إيفانينكو هو لاعب كرة قدم بيلاروسي في مركز حراسة المرمى، ولد في 22 ديسمبر 1995 في مازير في بيلاروس. لعب مع غرانيت ميكاشيفيتشي ونادي سلافيا-موزير ونادي غوميل.

## وصلات خارجية
- يفغيني إيفانينكو على موقع قاعدة بيانات كرة القدم.إي يو (الإنجليزية)
- يفغيني إيفانينكو على موقع Soccerway.com (الإنجليزية)